# Bundesliga de 2011–12
A Bundesliga de 2011–12 foi a 49ª edição da principal divisão do futebol alemão. O regulamento é similar ao dos anos anteriores. A temporada se iniciou em 5 de agosto de 2011 e é prevista para terminar em 5 de maio de 2012.

## Equipes
Eintracht Frankfurt e FC St. Pauli foram diretamente rebaixados depois do final da temporada de 2010-11, por terem encerrado a Bundesliga em 17º e 18º lugar, respectivamente. Eintracht Frankfurt terminou uma aparição de seis anos na Bundesliga, enquanto St. Pauli só fez uma aparição de somente um ano na primeira divisão e retornou diretamente para a 2. Bundesliga.
Os rebaixados foram substituídos pelo Hertha Berlin, campeão da 2. Bundesliga de 2010-11, e pelo vice-campeão FC Augsburg. O clube do sul da região da Baviera faz sua estreia no mais alto nível do futebol na Alemanha, enquanto o Hertha volta à Bundesliga após apenas um ano na segunda divisão.
A outra vaga para a primeira divisão alemã foi decidida através de um play-off entre Borussia Mönchengladbach, 16º colocado na Bundesliga 2010-11, e o VfL Bochum, o terceiro colocado na 2. Bundesliga. Mönchengladbach venceu os jogos de ida e volta por 2-1 no agregado e, portanto, se manteve na Bundesliga para esta temporada.

### Rebaixamento e Acesso
| Pos | Rebaixados da Bundesliga |
| --- | ------------------------ |
| 17  | Eintracht Frankfurt      |
| 18  | FC St. Pauli             |

| Pos | Promovidos da 2. Bundesliga |
| --- | --------------------------- |
| 1   | Hertha BSC                  |
| 2   | FC Augsburg                 |

### Estádios
| Clube                    | Cidade          | Estádio              | Capacidade |
| ------------------------ | --------------- | -------------------- | ---------- |
| FC Augsburg              | Augsburgo       | SGL Arena            | 30.660     |
| Bayer Leverkusen         | Leverkusen      | BayArena             | 30.210     |
| Bayern de Munique        | Munique         | Allianz Arena        | 69.000     |
| Borussia Dortmund        | Dortmund        | Signal Iduna Park    | 80.720     |
| Borussia Mönchengladbach | Mönchengladbach | Borussia-Park        | 54.057     |
| SC Freiburg              | Friburgo        | Badenova-Stadion     | 24.000     |
| Hamburgo                 | Hamburgo        | Imtech Arena         | 57.000     |
| Hannover 96              | Hanôver         | AWD-Arena            | 49.000     |
| Hertha Berlin            | Berlim          | Olympiastadion       | 74.244     |
| TSG Hoffenheim           | Sinsheim        | Rhein-Neckar-Arena   | 30.155     |
| 1. FC Kaiserslautern     | Kaiserslautern  | Fritz Walter Stadion | 50.000     |
| 1. FC Köln               | Colônia         | RheinEnergieStadion  | 50.000     |
| FSV Mainz 05             | Mogúncia        | Coface Arena         | 33.500     |
| 1. FC Nuremberg          | Nuremberg       | EasyCredit-Stadion   | 48.548     |
| Schalke 04               | Gelsenkirchen   | Veltins-Arena        | 61.673     |
| VfB Stuttgart            | Stuttgart       | Mercedes-Benz Arena  | 55.896     |
| Werder Bremen            | Bremen          | Weserstadion         | 42.100     |
| VfL Wolfsburg            | Wolfsburg       | Volkswagen Arena     | 30.000     |

### Fornecedores e Patrocinadores
| Time                     | Fornecedor | Patrocinador            |
| ------------------------ | ---------- | ----------------------- |
| FC Augsburg              | Jako       | AL-KO                   |
| Bayer Leverkusen         | Adidas     | SunPower                |
| Bayern de Munique        | Adidas     | Deutsche Telekom        |
| Borussia Dortmund        | Kappa      | Evonik                  |
| Borussia Mönchengladbach | Lotto      | Deutsche Postbank       |
| SC Freiburg              | Nike       | Ehrmann                 |
| Hamburgo                 | Adidas     | Emirates Airlines       |
| Hannover 96              | Jako       | TUI                     |
| Hertha Berlin            | Nike       | Deutsche Bahn           |
| 1899 Hoffenheim          | Puma       | Suntech Power           |
| 1. FC Kaiserslautern     | Uhlsport   | Allgäuer Latschenkiefer |
| 1. FC Köln               | Reebok     | REWE                    |
| FSV Mainz 05             | Nike       | Entega                  |
| 1. FC Nuremberg          | Adidas     | Areva                   |
| Schalke 04               | Adidas     | Gazprom                 |
| VfB Stuttgart            | Puma       | Gazi                    |
| Werder Bremen            | Nike       | Targobank               |
| VfL Wolfsburg            | Adidas     | Volkswagen              |

## Classificação
Atualizado em 5 de abril de 2012. Fonte: Site Oficial (em inglês)
Critérios de desempate:
1) saldo de gols; 2) número de gols pró.
C = Campeão; R = Rebaixado
| Campeonato Alemão 2011–12     |
| ----------------------------- |
| Borussia Dortmund (8° título) |

## Artilharia
| Ranking | Jogador             | Time                     | Gols |
| ------- | ------------------- | ------------------------ | ---- |
| 1       | Klaas-Jan Huntelaar | Schalke 04               | 29   |
| 2       | Mario Gomez         | Bayern de Munique        | 26   |
| 3       | Robert Lewandowski  | Borussia Dortmund        | 22   |
| 4       | Claudio Pizarro     | Werder Bremen            | 18   |
| 4       | Lukas Podolski      | FC Colônia               | 18   |
| 4       | Marco Reus          | Borussia Mönchengladbach | 18   |
| 7       | Harnik              | VfB Stuttgart            | 17   |
| 8       | Stefan Kießling     | Bayer Leverkusen         | 16   |
| 9       | Raúl                | Schalke 04               | 15   |
| 10      | Kagawa              | Borussia Dortmund        | 13   |
| 11      | Patrick Helmes      | VfL Wolfsburg            | 12   |
| 11      | Mario Mandžukić     | VfL Wolfsburg            | 12   |
| 11      | Franck Ribery       | Bayern Munich            | 12   |
| 11      | Robben              | Bayern Munich            | 12   |

Atualizado em 5 de abril de 2012. Fonte: Site Oficial